# Thestor nogelii
Thestor nogelii är en fjärilsart som beskrevs av Herrich-Schäffer 1851. Thestor nogelii ingår i släktet Thestor och familjen juvelvingar. Inga underarter finns listade i Catalogue of Life.